# 蒙藏文化館
蒙藏文化館位在台灣台北市大安區，是專門典藏及展示蒙藏文物之公立場館。

## 歷史
原為藏傳佛教格魯派第七世章嘉呼圖克圖在台弘法駐錫地，後為蒙藏委員會之辦公廳舍。蒙藏會裁撤後，文化部在原址成立「蒙藏文化中心」。2017年，再更名為「蒙藏文化館」。建築物外觀為4層樓的藏式風格建築，1樓、2樓展場舉辦主題特展，3樓是章嘉大師紀念堂常設展。

## 外部連結
- 蒙藏文化館的Facebook專頁